# Правдолюб Иванов
Правдолюб Иванов (роден през 1964 г. в Пловдив) е съвременен български художник, живеещ и работещ в София. Твори в областта на арт инсталацията, фотографията, обекта и рисунката, като често използва специфични за пространството и контекста теми, материали и подход.

## Биография
Правдолюб Иванов е роден през 1964 г. в Пловдив. Учи в ССХУ „Цанко Лавренов“ в родния си град. Завършва Национална художествена академия в София (1993), където по-късно преподава. Доктор по изкуствознание с дисертация на тема „Сайт-спесифик арт: мястото и неговото произведение. Дали да преместиш работа означава да я разрушиш?“ (2015).
Член-основател на Института за съвременно изкуство (1995).
От 2011 г. е представян от галерия Sariev, Пловдив, с която реализира редица изложби и проекти, участва в престижни международни изложения и арт панаири, а негови произведения стават част от частни и музейни колекции по целия свят.

## Творчество
Правдолюб Иванов се утвърждава като една от значимите фигури на съвременното европейски изкуство с участия в международни арт събития.
Сред тях са:
- Венецианско биенале[5], 52-ро издание (2007) – в проекта „Място, на което не си бил преди“, куратор Весела Ножарова, заедно с Иван Мудов и Стефан Николаев;
- 4-то Истанбулско биенале (1995);
- Manifesta 3, Любляна, Словения (2003);
- 14-то Биенале в Сидни, Австралия (2004);
- 4-то Берлинско биенале (2006).

## Значими изложби
Сред значимите международни изложби, в които участва, са:
- „In the Gorges of the Balkans“, Fridericianum Museum, Касел, Германия;
- „Blut & Honig, Zukunft ist am Balkan“, Essl Collection, Клостернеубург, Австрия;
- „Who killed the Painting?, Works from the Block Collection“, Neues Museum Weserburg, Бремен, Германия;
- „No New Thing Under the Sun“, Кралска академия на изкуствата, Лондон (2011);
- „Sport in Art“, Музей за съвременно изкуство, Краков, Полша (2012);
- „The Unanswered Question. İskele-2“, TANAS и Neuer Berliner Kunstverein, Берлин (2013);
- „Heaven and Hell: From Magic Carpets to Drones“, Villa Empain, Boghossian Foundation, Брюксел (2015);
- „The Travellers“, Национална галерия, Варшава (2016).
- “The Restless Earth”, Triennale di Milano, куратор Масимилиано Джиони (2017).

През 2019 г. Иванов представя първата си самостоятелна музейна изложба „The Life of Others is Somehow Easier“ в Arsenal Gallery, Полша, с куратор Моника Шевчик.

## Колекции
Негови произведения са част от следните музейни и корпоративни колекции:
- Kontakt Collection на ERSTE Bank, Австрия;
- Art Collection Telekom (Deutsche Telekom AG);
- ArtWorks Collection (Deutsche Bank);
- Rene Block Collection в Neues Museum, Нюрнберг, Германия;
- Neues Museum, Нюрнберг, Германия;
- Колекция на Европейска инвестиционна банка, Люксембург;
- Колекция EPO-Europe, Мюнхен;
- Софийска градска художествена галерия;
- Национална Галерия, София, България
- Колекция ARTER - Vehbi Koc Foundation, Истанбул, Турция;[7]

## Публикации и признание
Произведения на Иванов са репродуцирани в международни издания като Artforum, Frieze, Flash Art и Kunstforum. Творчеството му е разглеждано в книгите:
- Introduction to Bulgarian Contemporary Art (1982 – 2015), Весела Ножарова (Janet 45 Publishing, Open Arts Foundation, 2018);
- Show Time – The 50 Most Influential Exhibitions of Contemporary Art, Йенс Хофман (Thames & Hudson, 2014);
- East Art Map – Contemporary Art and Eastern Europe, редактирано от IRWIN (2006);
- Central and Eastern European Art Since 1950, Мая Фоукс и Рубен Фоукс (Thames & Hudson, 2020).

## Книги за автора
- Кагалог на автора "Transformation Always Takes Time and Energy". Пловдив: Жанет-45, Sariev Gallery, 2014, 90 с
- Изложбен каталог "The Life of Others is Somehow Easier", Arsenal Gallery, Бялисток, Полша, куратор Моника Шевчик, 2019

## За автора
- Oliver Basciano, Pravdoliub Ivanov, Art Review, April 2017
- Камелия Гарева, Да си въ-образиш света с Правдолюб Иванов, Нула32, 16 май 2023

## Обществена позиция и интервюта
- „Правдолюб Иванов: Потопени сме в океан от мечти и страхове“, Най-големият ни ужас е, че не можем да ги различим, Списание Мениджър, Creative Bulgaria, 2023
- „Най-важният въпрос е дали си за Zлото, или срещу него“, Александър Андреев, Дойче Веле, 9.10.2022
- „Правдолюб Иванов за войната на думите и политическото говорене“, Дарик Радио, интервю с Константин Вълков, 2024
- „20 въпроса: Правдолюб Иванов Новата му самостоятелна изложба „Роботите не се изпотяват“ е в Sariev Contemporary“, 2019
- „Да възразиш срещу чуждите планове, или какво прави Правдолюб Иванов през последния месец“, Дневник, Ангелина Генова, 2013